# Leaves
Leaves ist eine isländische Alternative-Rock-Band, die Anfang 2001 von Arnar Guðjónsson und Hallur Hallsson gegründet wurde. Kurze Zeit später wurde das Line-Up durch Arnar Ólafsson, Andri Asgrimsson und Bjarni Grímsson komplettiert. Alle Musiker waren bereits vor der Gründung der Band miteinander befreundet. Der Bandname wurde in Anlehnung an das Album Five Leaves Left des englischen Sänger und Songwriters Nick Drake gewählt.

## Biografie
Nachdem sie erste Demos aufgenommen hatten, gaben sie ihr erstes Konzert im Oktober 2001 auf dem isländischen Airwaves-Festival. Im darauf folgenden Monat gingen sie nach England, um dort mit Bands wie The Bluetones, Doves und The Strokes auf Tour zu gehen. Ebenfalls bereits Ende 2001 unterschrieben Leaves einen Vertrag beim britischen Indie-Label B-Unique, für den sie Angebote von größeren Firmen wie Island Records, einem Label des Majors Universal Music, oder Virgin Records ausschlugen.
Anfang 2002 begannen Leaves mit den Aufnahmen ihres Debütalbums. Verantwortlich für die Aufnahmen zeichnete das Produktionsteam awayTEAM, das sich durch seine Arbeit mit Badly Drawn Boy und Athlete bereits einen Namen gemacht hatte. Gemischt wurde das Album in den Air Studios  von Steve Osborne, zu dessen Referenzen die Doves, Suede, Happy Mondays, KT Tunstall, Elbow und Starsailor zählen. Das Breathe betitelte Album wurde von Kritikern begeistert aufgenommen und vom einflussreichen britischen Musikmagazin Q unter die 50 besten Alben des Jahres 2002 gewählt. Schnell wurde die Band durch ruhige, geradlinige Melodien mit Coldplay und den Doves verglichen. Aus Breathe wurden insgesamt vier Singles ausgekoppelt: Breathe, Race, Catch und Silence. Von diesen konnte aber lediglich Race einen Charteinstieg in England erzielen.
2003 wurde Breathe mit den Bonustracks Sunday Lover und Favour über DreamWorks Records in den USA veröffentlicht. Im Anschluss an die Veröffentlichung spielten Leaves eine US-Tournee als Vorgruppe der Stereophonics.
Im Sommer 2004 nahmen Leaves ihr zweites Album, The Angela Test, in ihrem eigenen Studio in Reykjavík auf. Das Album wurde produziert von Marius de Vries, der bereits mit Künstlern wie Björk, Madonna, Rufus Wainwright, U2, PJ Harvey und Elbow zusammenarbeitete, und gemischt von Rich Costey (Muse, The Mars Volta, Foo Fighters, Supergrass, Interpol). The Angela Test erschien im August 2005 über Island Records und enthielt die beiden Singles The Spell und Good Enough.
Am 11. Mai 2009 veröffentlichten Leaves ihr drittes Album, We Are Shadows, in Eigenregie ohne die Unterstützung einer Plattenfirma.

## Diskografie

### Alben
- Breathe (2002)
- The Angela Test (2005)
- We Are Shadows (2009)

### Singles
- Breathe (2002)
- Race (2002)
- Catch (2002)
- Silence (2002)
- The Spell (2005)
- Good Enough (2005)